# Вольфторн, Юлия
Юлия Вольфторн (нем. Julie Wolfthorn; 8 января 1864, Торн, провинция Западная Пруссия, Королевство Пруссия, Северогерманский союз — 29 декабря 1944, Терезиенштадт, Протекторат Богемии и Моравии, нацистская Германия) — немецкая художница, представительница символического направления в модерне, участница объединения «Берлинский сецессион».

## Биография
Родилась 8 января 1864 года в городе Торунь (бывш. Пруссия), в еврейской семье. Имя при рождении — Юлия Вольф. Позже в середине 1890-х в период жизни в Берлине художница изменила свою фамилию добавив название родного города Торунь (нем. Thorn).
Изучала живопись в Берлине, затем в Париже, в Академии Коларосси. В 1898 году в числе 65 художников-новаторов участвовала в создании объединения «Берлинский сецессион». Много и плодотворно работала, принимала участие в выставках. Широкую известность ей принесли портреты поэта Рихарда Демеля, членов семьи писателя Густава Ландауэра, семьи архитектора Германа Мутезиуса, актрисы Тиллы Дюрье, и других берлинских знаменитостей того времени.
После прихода нацистов к власти Юлия Вольфторн осталась в Берлине, сотрудничая с «Союзом еврейской культуры». В 1941 году нацисты закрыли эту организацию, захватили имущество, и арестовали участников.
28 октября 1942 года 78-летняя Юлия Вольфторн и её сестра Луиза Вольф были депортированы в концлагерь Терезиенштадт. Невзирая на обстоятельства, Юлия продолжала рисовать, когда предоставлялась возможность. Художница умерла в лагере 29 декабря 1944 года. Её именем названа улица в Берлине.